# Ippodromo di Maroñas
L'ippodromo di Maroñas (Maroñas Entertainment) è un ippodromo situato nel quartiere di Maroñas a Montevideo, in Uruguay.